# Danviksklippan

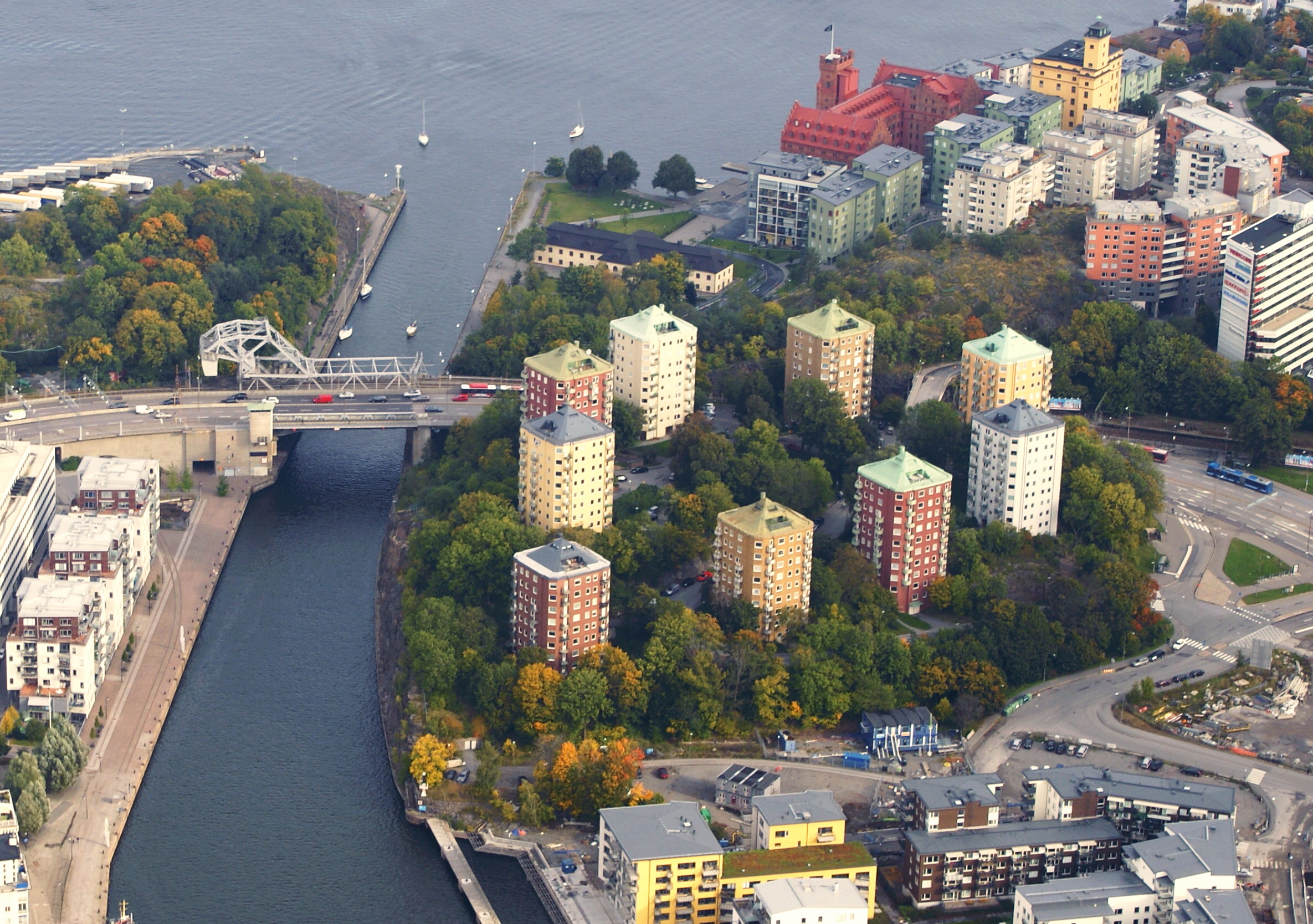
Danvikskanalen, Danviksklippan och Danviksbron 2012.

Danviksklippan är ett basområde i stadsdelen Södra Hammarbyhamnen i Stockholms kommun. Området är beläget på en klippa, tidigare benämnt Klippan, mellan Hammarbyleden och Värmdövägen. Tidigare tillhörde Danviksklippan med omgivningar Nacka, men överfördes 1930 till Stockholms stad. Fram till 1948 hette området Norra Hammarby. 

## Äldre historik
På 1770-talet lät färgaren Carl Gustaf Hoving uppföra kvarnen Klippan av holländsk typ på berget. Kvarnen användes för malning av färg till hans färgeri. Han själv bodde i Hovings malmgård som han lät bygga samtidigt med kvarnen söder om Hammarbysjön. I slutet av 1800-talet användes kvarnen en kort tid av Rylander & Rudolphs Fabriks AB för att tillverka kolelektroder för båglampor. År 1903 revs kvarnen. På berget fanns även en gård med trädgård, lada och stall. Ladan brann 1911. Under en tid fanns här även en friluftsteater, Klippans teater. Rester efter både kvarnen och friluftsteatern finns kvar.

## Nyare historik

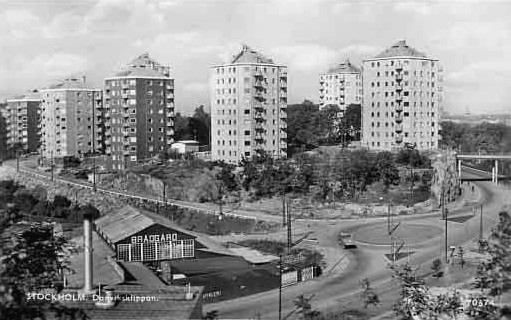
Danviksklippan 1956.

Efter färgaren har området kvartersnamnet Hovingsberg. Andra kvartersnamn är Danviksklippan och Friluftsteatern. Gatuadressen är Hästholmsvägen, uppkallad efter vägen till dagens Kvarnholmen som tidigare hette Hästholmen.
Områdets västra del sprängdes bort i samband med att Hammarbyleden byggdes, den del där kvarnen låg täcks nu av Hammarby sjö. Sprängningsklippan är populär hos klättrare. Tidigare gick den gamla Värmdövägen längs klippans västra sida. Området bebyggdes 1940–1945 med nio punkthus ritade av Sven Backström och Leif Reinius. Landskapsarkitekten Walter Bauer stod för gestaltningen av grönområdet mellan husen (Danviksparken). Vid den här tiden hade punkthuset börjat prövas som bostadstyp på flera håll i landet. De som byggdes på Danviksklippan uppfattades i fackpressen som bland de bästa i sin sort. Området är ett bra exempel på stadsplaneidealen Hus i park.
Husen följer den spiralformade uppfartsvägen med allt högre byggnader upp på klippans topp. I mitten av området ligger en gemensam park gestaltad av Walter Bauer, Danviksparken. Husen har två, fyra eller fem lägenheter per plan och området rymmer 391 lägenheter.
Byggnaderna har liknats vid blyertspennor på grund av de toppiga taken. På Hästholmsvägen 15 låg tidigare postkontoret Stockholm 35. Postkontoret hette en tid Henriksdal. Husen ägs bl.a. av Familjebostäder, Wåhlin Fastigheter och Solporten Fastigheter. Området har goda kommunikationer. Inom området går busslinje 55, i närheten stannar Busslinje 71, Saltsjöbanan och alla Nacka-Värmdöbussar.

## Bilder

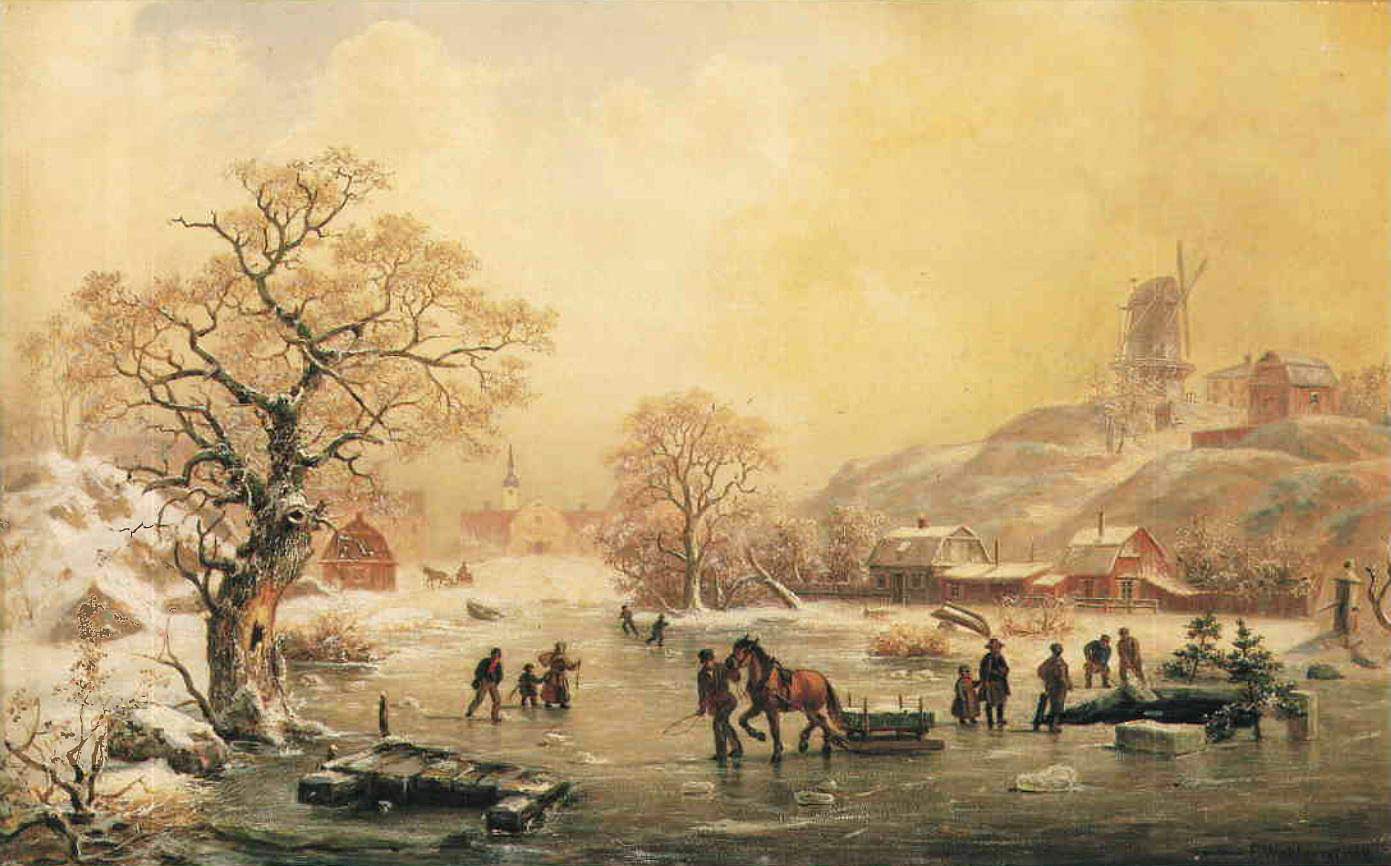
"Issågning på Hammarby sjö", Ehrenfried Wahlqvist, 1864
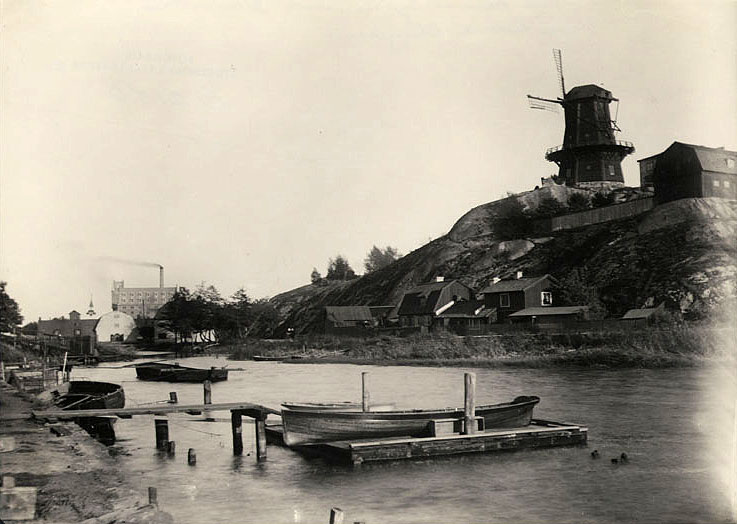
Vy från Hammarbysjön. Fotograf: Carl Curman, 1890-talet.
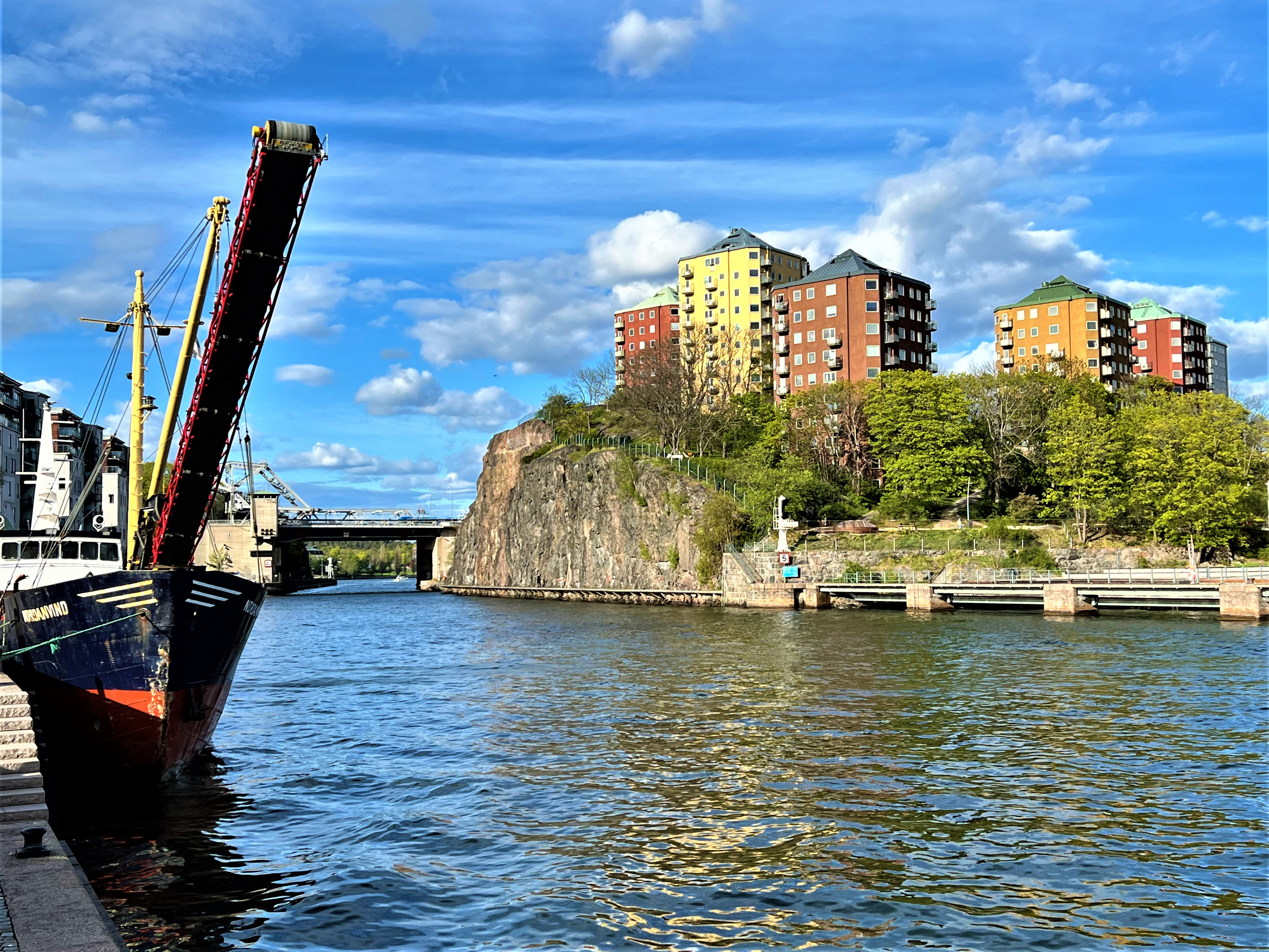
Danvikskanalen och Danviksklippan i maj 2022.
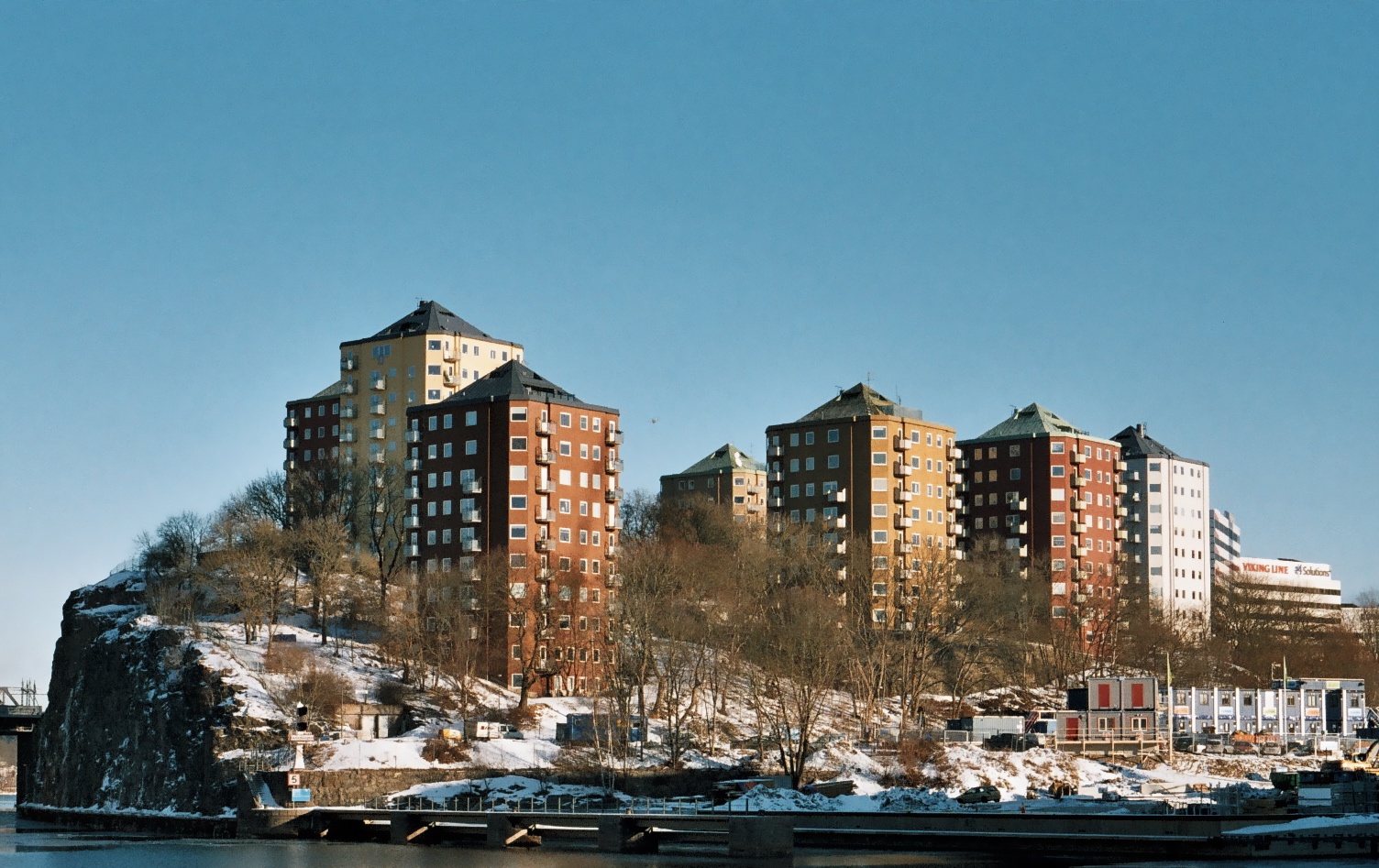
Danviksklippan i januari 2011.
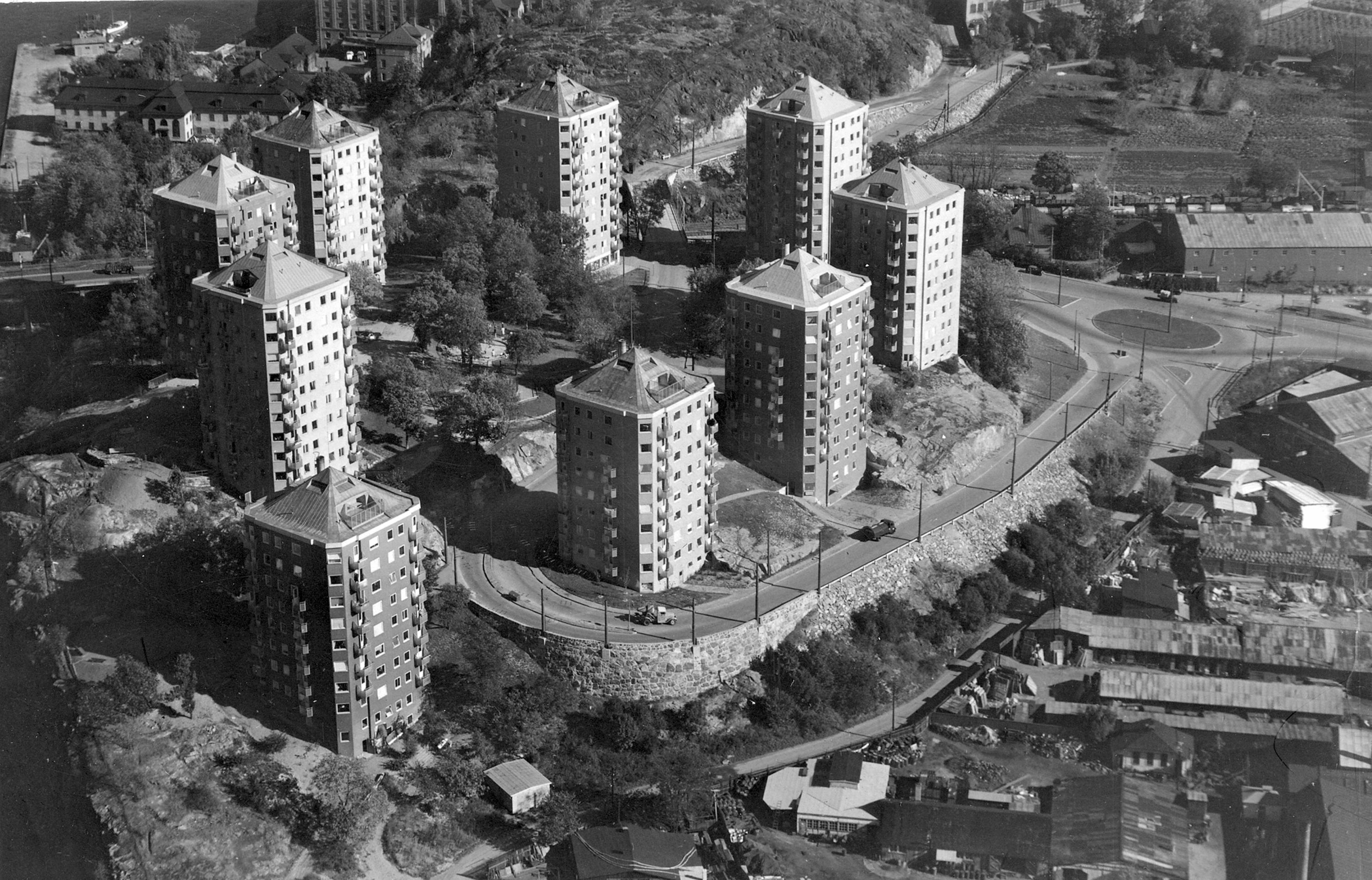
Äldre flygfoto (1940–50-tal) över de nybyggda husen på Danviksklippan.